# Skattkammarön
För andra betydelser, se Skattkammarön (olika betydelser).

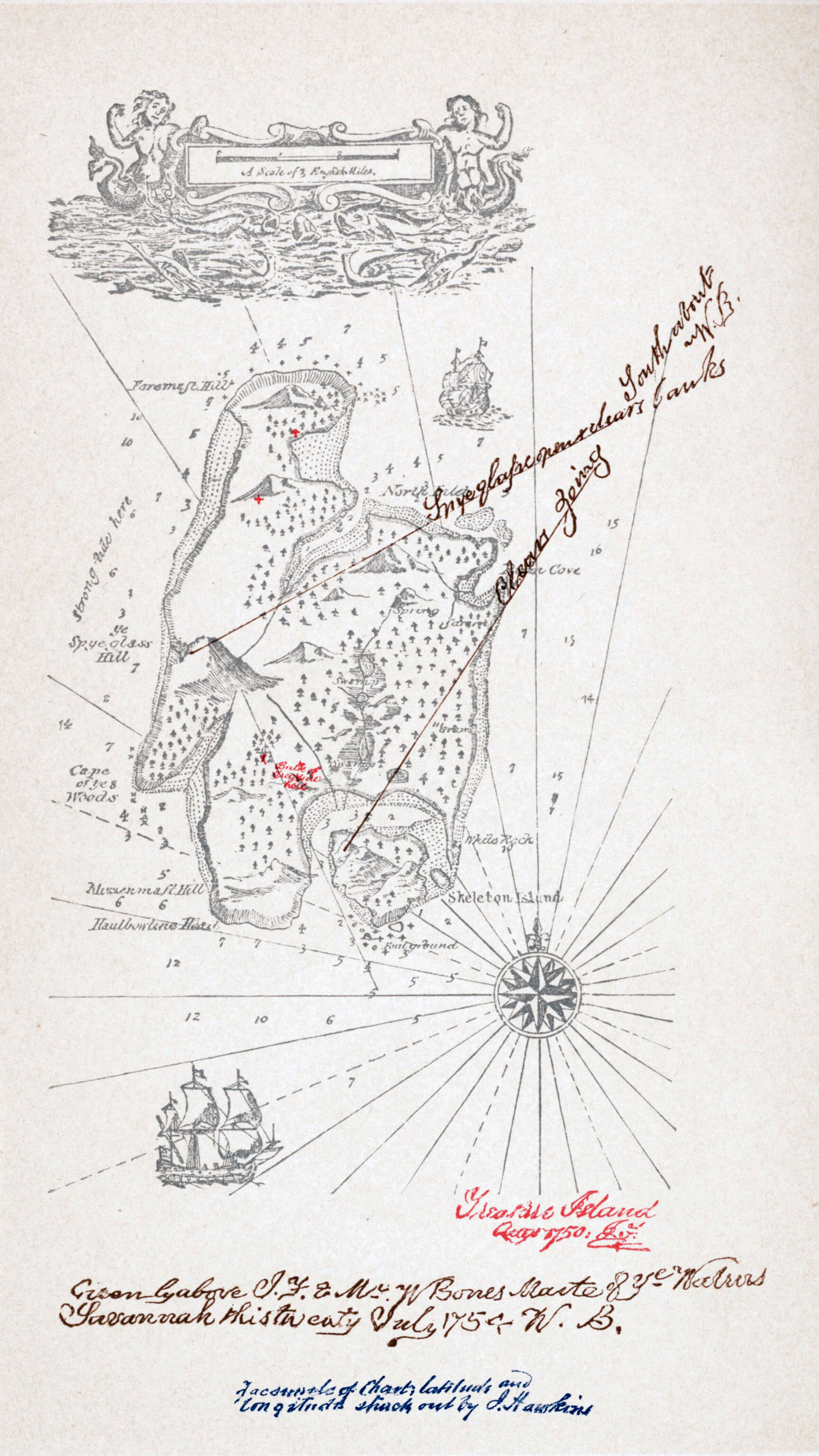
Karta, troligtvis av Robert Louis Stevenson.

Skattkammarön (engelska: Treasure Island) är en roman av Robert Louis Stevenson, som ursprungligen utgavs den 14 november 1883. Romanen har också givit upphov till ett flertal filmer och TV-serier och populariserade flera grepp och klichéer i populärkulturella skildringar av pirater.

## Handling
Bokens huvudperson är pojken Jim Hawkins. Handlingen utspelar sig i mitten av 1700-talet och börjar i England, där Jims föräldrar äger ett värdshus som heter Amiral Benbow. En gammal sjöman tar en dag in på värdshuset. Kaptenen ger den unge Hawkins en silverslant i månaden för att hålla utkik efter en enbent sjöman. När några män en dag uppsöker kaptenen, finner de honom död efter ett slaganfall orsakat av för mycket romdrickande. När unge Hawkins och hans mor länsar kaptenens sjömanskista hittar de en skattkarta, som visar en ö där en skatt ligger nedgrävd. De beger sig till byn och visar kartan för godsägare Trelawney och doktor Livesey. Därefter börjar upprustningen för en skattjakt, och med skeppet Hispaniola  lämnar de Bristol och seglar iväg ut på havet.
Under resan upptäcker Hawkins att några av besättningsmännen ombord planerar ett myteri. I spetsen för myteriet står skeppskocken Long John Silver. Väl framme på ön utbryter myteriet och besättningen splittras. Det är nu Hawkins sida som har skattkartan, och John Silvers sida som har skeppet. Jim och hans vänner träffar en gammal strandsatt sjörövare, Ben Gunn, på ön. Silver får då skattkartan, men blir lurad. Ben Gunn hade nämligen redan hittat skatten och sedan gömt den igen. På tillbakaresan stannar sjömännen först till i Spanska Amerika, där John Silver stjäl en del av skatten och lämnar skeppet, medan övriga sjömän seglar tillbaka hem till Bristol.

## Filmatiseringar i urval
- 1918 – Skattkammarön, amerikansk film från 1918 i regi av bröderna Sidney och Chester Franklin.
- 1920 – Skattkammarön, amerikansk film från 1920 i regi av Maurice Tourneur med bland andra Lon Chaney.
- 1934 – Skattkammarön, amerikansk film från 1934 med bland andra Wallace Beery och Lionel Barrymore.
- 1950 – Skattkammarön, amerikansk film från 1950 med bland andra Robert Newton och Bobby Driscoll.
- 1972 – Skattkammarön, europeisk (brittisk/fransk/spansk/västtysk) film från 1972 med bland andra Orson Welles, Walter Slezak och Rik Battaglia.
- 1988 – Tillbaka till Skattkammarön, sovjetukrainsk animerad film från 1988.
- 1990 – Skattkammarön, brittisk-amerikansk film från 1990 med bland andra Charlton Heston och Christian Bale.
- 1994 – Legenden om Skattkammarön(en), brittisk animerad TV-serie från 1994. Visades i Sverige på TV4 och TV 1000 under 1990-talet. Säsong 1 med svenska röster släpptes i en nedklippt 90 minuter långfilm på VHS av Filmförlaget Atlantic AB 1995.[3]
- 1996 – Mupparna på skattkammarön, amerikansk film från 1996 med bland andra Tim Curry, Billy Connolly och Jennifer Saunders.
- 1999 – Treasure Island, amerikansk film från 1999 med bland andra Jack Palance och Kevin Zegers.
- 2002 – Skattkammarplaneten, amerikansk animerad film från 2002, där berättelsen får ett science fiction-motiv.
- 2014 – Black Sails, amerikansk tv-serie som innehåller verkliga pirater samt karaktärer från Skattkammarön och är en prequel till boken.

## Uppföljare
Författaren Harold Augustin Calahan skrev 1935 en uppföljare till romanen; Back to Treasure Island. En svenskspråkig översättning; Tillbaka till Skattkammarön, utkom 1938 på förlaget B. Wahlströms ungdomsböcker.